# شلومو كرعي
شلومو كرعي (بالعبرية:  שְׁלֹמֹה קַרְעִי؛ من مواليد 6 أبريل 1982) هو سياسي وأكاديمي إسرائيلي من أقصى اليمين. وهو حاليًا عضو في الكنيست عن حزب الليكود ويشغل منصب وزير الاتصالات في حكومة إسرائيل السابعة والثلاثون.
انضم كرحي إلى الكنيست لأول مرة في انتخابات عام 2019، وكان في المرتبة الخامسة والعشرين ضمن حزب الليكود. وفي انتخابات عام 2022، حلّ في المرتبة الثالثة عشرة ضمن حزب الليكود.

## الحياة المبكرة والتعليم
ولد كارهي في رمات جان في تل أبيب، وهو الابن الأكبر بين سبعة عشر أخًا في عائلة متدينة، للأم مزال والأب الحاخام ديفيد كارهي، وهو إسرائيلي المولد (صابرا) من أصل يهودي تونسي من جربة. في سن الرابعة، انتقل شلومو كارهي إلى زمرات، وهي موشاف (قرية زراعية) دينية. تلقى تعليمه في مدارس كيسي رحاميم ومركاز هراف الدينية.
خدم لاحقًا في كتيبة نيتسح يهودا الدينية خلال خدمته الوطنية في الجيش الإسرائيلي، قبل حصوله على درجة البكالوريوس في المحاسبة الإدارية وأنظمة المعلومات من كلية القدس للتكنولوجيا. حصل كارعي على درجة الماجستير والدكتوراه في الهندسة الصناعية والإدارة من جامعة بن غوريون في النقب.
بدأ عمله كمحاضر في كلية سابير الأكاديمية، قبل أن يصبح عضواً في هيئة التدريس في جامعة بن غوريون ثم جامعة بار إيلان.